# Death Kappa
Death Kappa (del inglés Death: muerte y en japonés 河童 lit. «niño de río») es una película del género kaiju dirigida por Tomoo Haraguchi en el 2010. Es una película japonesa de kaiju que combina elementos de terror, comedia y acción en un homenaje al cine clásico de monstruos.

## Historia
La historia sigue a Kanako, una joven que regresa a su pueblo natal, donde su abuela es la guardiana de un kappa, una criatura mitológica japonesa. Tras la muerte de la anciana, el kappa queda desprotegido, pero demuestra ser una criatura amistosa.
Sin embargo, un grupo de militares fanáticos realiza experimentos genéticos para crear un ejército de monstruos, lo que da lugar a la aparición de un kaiju gigante llamado Hangyolas. Cuando la ciudad es devastada por este monstruo mutante, el kappa se transforma en un coloso para enfrentarlo en una batalla épica.
La película es un tributo a las películas tipo tokusatsu clásicas, con efectos especiales nostálgicos y una trama absurda pero entretenida. Combina humor y acción al estilo de los viejos filmes de Toho, con un tono exagerado y referencias al cine de monstruos gigantes como Godzilla y Gamera.

## Remasterización
Para conmemorar el décimo aniversario del filme, se lanzó la edición "Death Kappa: Tenth Anniversary Attack!" en formatos Blu-ray y DVD. Esta versión remasterizada incluye características especiales como detrás de cámaras y tráileres promocionales.
- Datos: Q11320563